# Cynohyaenodon
Cynohyaenodon — викопний парафілетичний рід гієнодонтидних ссавців, які жили в Європі в період раннього та середнього еоцену.